# Digsby
Digsby ist ein Instant-Messaging-Client, der Chat-Dienste, Social-Network-Plattformen und E-Mail-Kommunikation zusammenführt. Die Software bündelt sämtliche Netzwerke unter einer Oberfläche und bietet Zugriff auf ICQ, den Windows Live Messenger, Yahoo Messenger, Google Talk und andere XMPP-Dienste, die Social Networks Facebook und Myspace, den Microbloggingdienst Twitter, sowie auf beliebige E-Mail-Postfächer.
Zuerst war nur eine Betaversion erschienen, für die man einen sogenannten „Einladungscode“ benötigt, um sie zu installieren. Seit dem 20. März 2008 wird dieser Einladungscode nicht mehr benötigt.

## Kritik
Digsby geriet vor allem in Kritik, da es die Rechenzeit seiner Benutzer „verkauft“. Dies wurde auch von einem Digsby-Entwickler bestätigt, allerdings kann man diese Funktion deaktivieren. Bei der Installation der Software werden einige Programme, Toolbars etc. zur Installation angeboten, wobei das Design anscheinend darauf ausgelegt ist, den Anwender zum Akzeptieren zu motivieren. Des Weiteren speichert Digsby sämtliche Account-Daten, also auch die Passwörter, auf einem Server der Betreiberfirma, um so einen einfachen Zugriff auf alle hinterlegten Accounts von jedem Gerät aus zu ermöglichen, ohne dass diese manuell eingerichtet werden müssen.